# Armadillidium cruzi
Armadillidium cruzi es una especie de crustáceo isópodo terrestre de la familia Armadillidiidae.

## Distribución geográfica
Son endémicos de Mallorca y la cercana isla Dragonera (España).